# عبد القادر الكسنزان
عبد القادر المُلقب بالمهاجر هو أحد مشايخ الطريقة الكسنزانية ولد في عام 1867م خلف والده الشيخ عبد الكريم شاه الكسنزان وهو بعمر 35 سنة، توفي بين عامي 1921م و1922م.

## نسبه
هو الشيخ عبد القادر بن عبد الكريم الشاه الكسنزان بن حسين بن حسن بن عبد الكريم بن إسماعيل الولياني بن محمد النودهي بن بابا علي الوندرينه بن بابا رسول الكبير بن عبد الثاني بن عبد الرسول بن قلندر بن عبد السيد بن عيسى الأحدب بن السيد حسين بن بايزيد بن عبد الكريم الأول بن عيسى البرزنجي بن بابا علي الهمداني بن يوسف الهمداني بن محمود المنصور بن عبد العزيز بن عبد الله بن إسماعيل المحدث بن الإمام موسى الكاظم بن الإمام جعفر الصادق بن الإمام محمد الباقر بن الإمام علي السجاد بن الإمام الحسين بن الإمام علي بن أبي طالب والسيدة فاطمة الزهراء بنت النبي مُحمد صلى الله عليه وسلم.

## حياته ولقبه
ولد الشيخ عبد القادر المُهاجر في (بالكردية: كربچنة)‏ في العراق، في عام 1867م. أفتى الشيخ عبد القادر بالجهاد ضد الجيش الجيش الروسي لحماية أراضي العراق في بداية الحرب العالمية الأولى فشكلَ جيشًا بقيادة أبنه الشيخ حسين الكسنزان وابن أخيه رضا كما أعلن الجهاد ضد الأحتلال البريطاني حيث أتحد جيشه مع جيش محمود الحفيد للقتال ضد المحتلين، لُقب بالمهاجر نسبة إلى هجرته مع مريديه وعائلته إلى إيران أي مثل هجرة النبي مُحمد صلى الله عليه وسلم إلى المدينة المنورة، فنشر الإسلام والطريقة الكسنزانية في إيران.

## وفاته
توفي الشيخ عبد القادر المُهاجر في عام 1922م في إيران بعمر 55 عامًا وبعد ألحاح المريدين نُقلت جنازته إلى قرية (بالكردية: كربچنة)‏ في كردستان العراق. 